# ソル・クドス
ソル・クドス（Sol Cudos、1997年7月3日 - ）は、アルゼンチンのプロボクサー。現IBF女子世界ミニマム級王者。

## 経歴
2021年12月18日、Karen Ivana Dominguez戦でプロデビューし2回TKO勝利。
2023年9月9日、プロ8戦目でJazmin Gala VillarinoとのWBA南米・アルゼンチンミニマム級王座決定戦を行い、3-0判定で勝利。アルゼンチン王座は防衛せず返上。
2024年3月2日、Roxana Maria Colmenarezを3-0判定で降し南米王座初防衛に成功。
2024年6月8日、Claudia Veronica Ruizを8回TKOで降し南米王座2度目の防衛に成功。
2024年10月26日、Johana Zunigaを5回TKOで降し南米王座3度目の防衛に成功。
2025年4月5日、ブエノスアイレスのエスタディオFABにてMaria Sol BaumstarhとのIBF女子世界ミニマム級王座決定戦に挑み、7回にダウンを奪われるも2-1（96–93、 95–94、 93–96）判定で勝利し初の世界王座を獲得した。